# Contea autonoma li di Ledong
La contea autonoma li di Ledong (乐东黎族自治县S, Lèdōng Lízú ZìzhìxiànP) è una contea della Cina, situata nella provincia di Hainan.